# Lövhulta
Lövhulta är en småort i Eskilstuna kommun, Södermanlands län. Lövhulta ligger i Hammarby socken strax väster om småorten Hammarby. Småorten ligger på västra sidan om Mälarvägen som leder norrut mot Sundbyholm.